# ويليام ويلسون (ضابط)
ويليام ويلسون (بالإنجليزية: William Wilson)‏ هو ضابط أمريكي، ولد في 1823 في إنجلترا في المملكة المتحدة، وتوفي في 13 نوفمبر 1874.